# モトヨメシリーズ
「モトヨメシリーズ」は、原作原田重光、作画松本救助による日本の漫画のシリーズで、『ヤングアニマル嵐』（白泉社）にて連載されたセクシーコメディである。第1作『モトヨメ』が2013年No.12から2014年No.7まで連載され、その後、登場人物を一新した『モトヨメ 女社長編』が2015年No.6から2016年No.2まで、『モトヨメ エリート女医編』が2016年No.3から2016年No.10まで、『モトヨメ 女流華道家編』が2017年No.2から2017年No.9まで連載された。『女流華道家編』は2016年No.12から連載予定であったが、松本の急病のため開始が遅らされた。

## モトヨメ

### あらすじ
山本雅也は冴えない青年だが、彼とはおよそ不釣り合いの仕事のできる年上美人である、妙子と結婚することに成功する。それは2人の体の相性が良かったから。だが、仕事も出来ない家のこともしない雅也に妙子が愛想を尽かしたことによって、1年後に2人は離婚する。こうして2人の人生は、もう二度と交わることのないように見えたが、偶然の再会からお互いの体が疼きだす。

### 登場人物
山本雅也（やまもと まさや）
本作の主人公。職を転々とし、家事も出来ない。元嫁の妙子曰く、SEX以外何も役に立たない男。
山本妙子（やまもと たえこ）
普段はお堅いと言われるほど真面目だが、元夫の雅也曰く、SEXの最中は痴女に豹変するというほどSEXは大好き。眼鏡をかけている。

## 書誌情報
- 原作：原田重光・作画：松本救助 『モトヨメ』 白泉社〈ジェッツコミックス〉、全4巻
  1. 『モトヨメ』2014年8月29日発売 ISBN 978-4-592-14148-8
  2. 『モトヨメ 女社長編』2016年2月29日発売 ISBN 978-4-592-14149-5
  3. 『モトヨメ エリート女医編』2016年11月29日発売 ISBN 978-4-592-14150-1
  4. 『モトヨメ 女流華道家編』2017年10月27日発売 ISBN 978-4-592-14557-8